# شیمی آلی روتنیم
شیمی آلی روتنیم (به انگلیسی: Organoruthenium chemistry) شاخه ای از شیمی آلی فلزی است که به بررسی ترکیباتی که در آن اتم کربن و روتنیم با یکدیگر پیوند کووالانسی برقرار کرده اند، می‌پردازد.ترکیبات آلی روتنیم به دلیل این که رونتیم و آهن در یک گروه در جدول تناوبی قرار دارند، به یکدیگر نزدیک است.

کاتالیزور گروبز
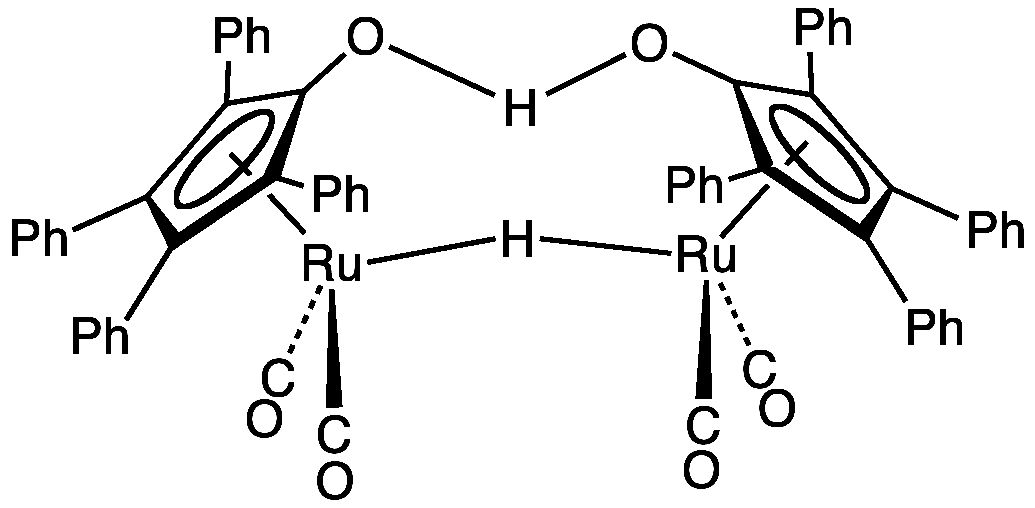
Shvo catalyst
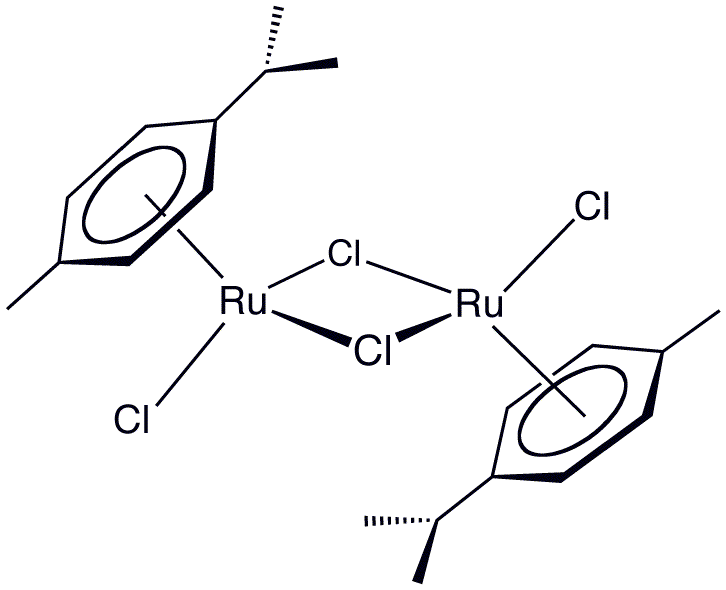
(Cymene)ruthenium dichloride dimer
تری‌روتنیم دودکاکربونیل.
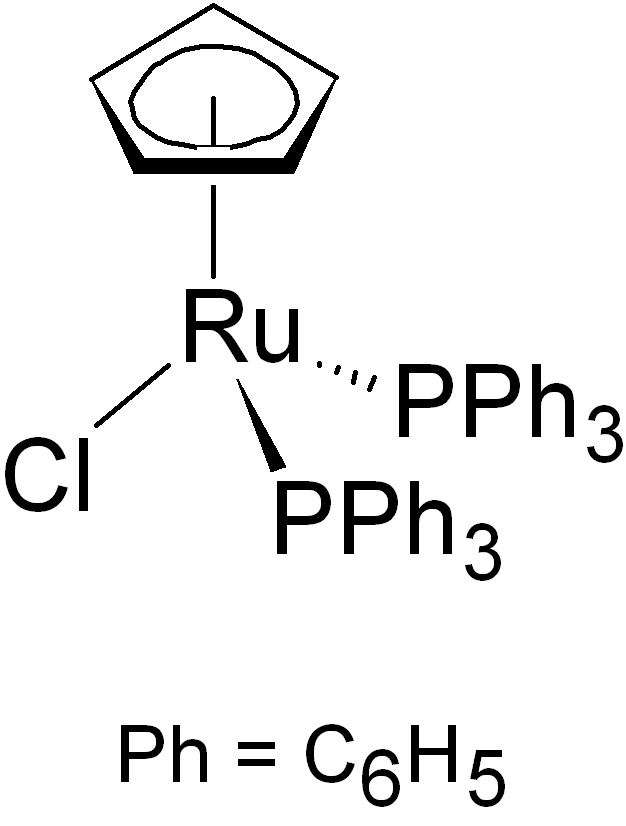
کلرو(سیکلو پنتا دی انیل)بیس(تری فنیل فسفین)روتنیوم